# R.L Stine's The Haunting Hour
R.L. Stine's The Haunting Hour là tuyển tập những bộ phim kinh dị ngắn với từng tập kéo dài khoảng 30 phút. Chương trình này được sản xuất bởi hãng Front Street Pictures, Incendo Films và Endemol, khởi chiếu trên The Hub. Bộ phim đã vượt mặt chương trình Discovery Kids vào ngày 10 tháng 10 năm 2010. Teaser của series phim ra mắt ngày 29 tháng 10 năm 2010 rồi trở lại vào ngày 25 tháng 12 năm 2010 với hai tập nói về Giáng sinh rồi tiếp tục được phát hàng tuần.
"‘The Haunting Hour’: R.L. Stine promises ‘shivers but not nightmares’ with new show". Los Angeles Times. Truy cập ngày 19 tháng 12 năm 2010.</ref> The show was renewed by The Hub for a second season as part of their 2011-2012 upfront. Ngày 22 tháng 2 năm 2102, R.L. Stine chính thức công bố trên trang twitter của mình rằng The Haunting Hour đã và đang tiếp tục quay phần 3.

## Sản xuất
Trước khi phát sóng bộ phim, R.L Stine cũng công bố rằng sẽ không có gì đổi mới như những phần trước, chỉ tương tự như series Goosebumps. Phần 3 sẽ được quay tạiVancouver, Canada.

## Ra mắt
Tương tự như bộ phim Goosebumps, mỗi tập phim có một dàn diễn viên và nội dung khác. Tuy nhiên, cốt truyện ghê rợn hơn ở những phần trước, và có một vài tập liên quan đến vấn đề đạo đức. Cũng có một vài tập kết húc có hậu, điển hình như một tập của bộ phim Nickelodeon-YTV-produced show: Are You Afraid of the Dark?- những bộ phim này cũng có cách thức thể hiện giống như R.L Stine's The Haunting Hour.

## Tập
List of R.L. Stine's The Haunting Hour episodes